# Ach, ten Bush!
Ach, ten Bush! (ang. That's My Bush!, 2001) – amerykański serial komediowy stworzony przez Treya Parkera i Matta Stone’a, twórców serialu South Park. Wyprodukowany przez Important Television i Comedy Partners.
Serial nadawany był na amerykańskim kanale Comedy Central od 4 kwietnia 2001 roku do 23 maja 2001 roku. W Polsce serial nadawany był na antenie Canal+ od 4 września 2003 roku.

## Fabuła
Serial opowiada o prywatnym życiu prezydenta Stanów Zjednoczonych George’a W. Busha (Timothy Bottoms).

## Obsada
- Timothy Bottoms jako prezydent George W. Bush
- Carrie Quinn Dolin jako Pierwsza Dama Laura Bush
- Kurt Fuller jako Karl Rove
- Marcia Wallace jako Maggie Hawley
- Kristen Miller jako księżniczka Stevenson
- John D’Aquino jako Larry O’Shea

## Spis odcinków
| N/o            | Tytuł angielski                |
| -------------- | ------------------------------ |
|                |                                |
| SERIA PIERWSZA |                                |
|                |                                |
| 01             | An Aborted Dinner Date         |
|                |                                |
| 02             | A Poorly Executed Plan         |
|                |                                |
| 03             | Eenie, Meenie, Miney, MURDER!  |
|                |                                |
| 04             | S.D.I. - Aye-AYE!              |
|                |                                |
| 05             | The First Lady's Persqueeter   |
|                |                                |
| 06             | Mom 'E' D.E.A. Arrest          |
|                |                                |
| 07             | Trapped in a Small Environment |
|                |                                |
| 08             | Fare Thee Welfare              |
|                |                                |